# Chéticamp
Chéticamp ist eine Gemeinde in Nova Scotia, Kanada.
Sie liegt am Cabot Trail an der Westküste von Kap-Breton-Insel und am westlichen Eingang des Cape-Breton-Highlands-Nationalparks. Die Ortschaft liegt an einer großen Bucht die durch eine vorgelagerte Insel vom Sankt-Lorenz-Golf geschützt wird. Ein Großteil der etwas über 3.000 Bewohner sind Akadier.
Der Ursprung des Namens 'Chéticamp' ist ungewiss, führt aber zu den französischen Wörtern 'chetit' und 'camp', bedeutend 'armes Lager', was auf den steinigen Boden und die starken Stürme zurückzuführen sind. Noch heute werden die Gebäude speziell verstärkt, um dem rauen Klima zu trotzen.

## Geschichte
Anfangs wurde Chéticamp in den Sommermonaten von Charles Robin, einem Händler von der Insel Jersey als Fischereistützpunkt benutzt. In den darauffolgenden Jahren der Verfolgung der Akadier kamen viele in die Gegend von Chéticamp. Die ersten dauerhaften Siedler waren die Familien von Pierre Bois und Joseph Richard, welche sich 1782 niederließen. Die Siedlung wurde 1790 durch Landgarantien an 14 Familien gegründet. 

## Wirtschaft
Neben einer wichtigen Gipsmine, welche des Öfteren schon stillgelegt wurde, blieb der Hauptwirtschaftszweig der Fischfang. Da die Fischbestände in den letzten Jahren jedoch rückläufig sind, hat der Tourismus an Bedeutung gewonnen. Für Besucher werden Walbeobachtungstouren und Hochseefischen angeboten. 